# Bastiaan Van den Eynde
Bastiaan Van den Eynde (22 februari 2000) is een Belgisch basketballer.

## Carrière
Van den Eynde speelde in de jeugd van United Ninove en Okapi Aalst voordat hij zich aansloot in 2015 bij derde klasser BC Guco Lier. In 2017 sloot hij zich aan bij de Antwerp Giants waar hij in 2018 zijn debuut maakte in de eerste klasse. Na twee keer de beker van België gewonnen te hebben, tekende hij een contract bij Okapi Aalst. In januari 2022 tekende hij bij Basics Melsele. Hij speelde bij Melsele tot in 2024 toen hij de overstap maakte naar Oxaco Boechout.
Voor het seizoen 2025/26 tekende hij bij tweedeklasser Gembo Borgerhout.

## Privéleven
Zijn neef Niels Van den Eynde is ook een basketballer.

## Erelijst
- Belgische basketbalbeker: 2019, 2020